# Jambesari (Giri)
Jambesari is een bestuurslaag in het regentschap Banyuwangi van de provincie Oost-Java, Indonesië. Jambesari telt 3199 inwoners (volkstelling 2010).